# 竹中恭二
竹中 恭二（たけなか きょうじ、1946年11月28日 - ）は、日本の技術者、実業家。初の生え抜き社長として第9代富士重工業株式会社（現株式会社SUBARU）代表取締役社長を務めた。

## 人物・経歴
大阪府生まれ。1969年大阪市立大学工学部卒業、富士重工業（現SUBARU）入社。1988年商品企画室担当部長。1995年スバル開発本部主管。1999年執行役員スバル開発本部商品企画室副室長兼主管兼SV開発部長。2000年執行役員総合企画本部副本部長兼アライアンス推進室長。
2001年から富士重工業代表取締役社長兼COOを、2003年からは代表取締役社長兼CEOを務め、2006年にはゼネラルモーターズとの提携解消を行い、同年取締役相談役に退いた。ロボットビジネス推進協議会会長なども務めた。